# Петер Гуссінг

Петер Гуссінг (нім. Peter Hussing; 15 травня 1948 — 8 вересня 2012) — німецький боксер-важковаговик, який виступав за збірну команду ФРН. Бронзовий призер Олімпійських ігор, чемпіон Європи, призер першостей світу і Європи.

## Життєпис
Народився в громаді Брахбах, нині входить до складу району Альтенкірхен в землі Рейнланд-Пфальц.
Закінчив вищу професійну школу, з 1974 по 1980 роки вивчав архітектуру в Зігенському університеті.
Брав участь у трьох Олімпіадах, трьох чемпіонатах світу і п'яти чемпіонатах Європи. У першостях ФРН Петер Гуссінг виборов рекордну кількість чемпіонських титулів — 16 (1969—1983, 1985).
Після закінчення спортивної кар'єри працював менеджером у будівельній фірмі.
У 2008 році обраний бургомістром громади Брахбаха і обіймав цю посаду до своєї смерті у 2012 році.

### Олімпійські ігри
На літніх Олімпійських іграх 1972 року в Мюнхені (ФРН) у чвертьфіналі переміг Оскара Луденью (Перу), а у півфіналі поступився майбутньому триразовому олімпійському чемпіонові Теофіло Стівенсону (Куба).
На літніх Олімпійських іграх 1976 року в Монреалі (Канада) у другому колі переміг Ласло Пекозді (Угорщина), а у чвертьфіналі поступився Джонні Тейту (США).
У літніх Олімпійських іграх 1980 року в Москві (СРСР) участі не брав через бойкот змагань.
На літніх Олімпійських іграх 1984 року в Лос-Анджелесі (США) у першому колі переміг Олафа Майєра (Австрія), але у чвертьфіналі поступився Азізу Саліху (СФРЮ).

### Чемпіонати Європи
На чемпіонаті Європи 1969 року в Бухаресті (Румунія) переміг Олександра Васюшкіна (СРСР) і Петра Чемериса (ЧССР), а у півфіналі поступився господареві змагань і майбутньому чемпіонові Європи Іону Алексе.
На чемпіонаті Європи 1971 року в Мадриді (Іспанія) почергово переміг Іона Алексе (Румунія), Дітера Ліманта (НДР) і Людвіка Дендеріса (Польща). У фіналі поступився Володимиру Чернишову (СРСР).
На чемпіонаті Європи 1973 року в Белграді (СФРЮ) на шляху до фіналу переміг Юргена Фанґгенела (НДР), Лук'яна Трелу (Польща) і Атанаса Суванджиєва (Болгарія). У фіналі поступився Віктору Ульяничу (СРСР).
На чемпіонаті Європи 1975 року в Катовицях (Польща) у першому колі переміг Атанаса Суванджиєва (Болгарія), проте у чвертьфіналі поступився господареві змагань і майбутньому чемпіонові Європи Анджею Бегальському.
На чемпіонаті Європи 1979 року в Кельні (ФРН) переміг Петара Стойменова (Болгарія), Юргена Фанґгенела (НДР) й у фіналі — Ференца Сомоді (Угорщина).